# Komona
Komona är en ort i Burkina Faso.   Den ligger i provinsen Gnagna Province och regionen Est, i den centrala delen av landet, 170 km nordost om huvudstaden Ouagadougou. Komona ligger 271 meter över havet och antalet invånare är 246.
Terrängen runt Komona är platt. Runt Komona är det ganska tätbefolkat, med 134 invånare per kvadratkilometer.. Närmaste större samhälle är Liougou, 1,2 km nordost om Komona.
Trakten runt Komona består i huvudsak av gräsmarker.